# Franciscaines clarisses
Les franciscaines clarisses (en latin : Clarissarum Tertii Ordinis S. Francisci) sont une congrégation religieuse féminine de rite syro-malabar de droit pontifical. 

## Historique
La congrégation est fondée le 14 décembre 1888 par Mgr Charles-Louis Lavigne, jésuite et vicaire apostolique de Changanassery (en) comme fraternité séculière du Tiers-Ordre franciscain.
Le 4 décembre 1956, la congrégation est affiliée aux frères mineurs capucins, les franciscaines se propagent rapidement dans le diocèse syro-malabar donnant lieu à six congrégations autonomes qui sont réunies en 1970 en un seul institut par le frère Hippolyte de Alappuzha. Le Saint-Siège accorde l'approbation finale des constitutions le 1er avril 1973. 
Alphonsine de l’Immaculée, la première sainte indienne, appartenait à cette congrégation, ainsi que Rani Maria Vattalil (1954 - 1995) martyrisée par des exploiteurs sociaux et béatifiée le 4 novembre 2017 à Indore par le cardinal Angelo Amato.

## Activités et diffusion
Les clarisses franciscaines se consacrent à l'éducation, aux soins des malades, aux pauvres et aux missions.
Elles sont présentes en:
- Asie : Inde.
- Europe : Allemagne, Autriche, Italie, Suisse.
- Afrique : Afrique du Sud, Éthiopie, Kenya, Tanzanie.
- Amérique : États-Unis.
- Océanie : Papouasie-Nouvelle-Guinée.

La maison généralice est à Aluva. 
En 2015, la congrégation comptait 7162 sœurs dans 808 maisons.